# NGC 5642
NGC 5642 (другие обозначения — UGC 9301, MCG 5-34-52, ZWG 163.64, PGC 51751) — эллиптическая галактика (E) в созвездии Волопас.
Этот объект входит в число перечисленных в оригинальной редакции «Нового общего каталога».